# Les Canons de Cordoba
Les Canons de Cordoba (Cannon for Cordoba) est un film américain réalisé par Paul Wendkos, sorti en 1970.

## Synopsis
En 1912, durant la révolution mexicaine. Le général Pershing fait envoyer six canons pour combattre le Général Cordoba, ces derniers sont volés par le dit Général, Le Capitaine Rod Douglas accompagné de quelques hommes plutôt marginaux et d'un lieutenant de l'armée mexicaine est chargé de détruire les canons et si possible de capturer Cordoba.

## Fiche technique
- Titre : Les Canons de Cordoba
- Titre original : Cannon for Cordoba
- Réalisation : Paul Wendkos
- Scénario : Stephen Kandel
- Production : Vincent M. Fennelly, Mirisch Corporation
- Musique : Elmer Bernstein
- Photographie : Antonio Macasoli
- Montage : Walter Hannemann
- Pays d'origine : États-Unis
- Format : Couleurs - 2,35:1 - Mono
- Genre : Western
- Durée : 104 minutes
- Date de sortie : 1970

## Distribution
- George Peppard (VF : Marc Cassot) : Capt. Rod Douglas
- Giovanna Ralli (VF : Paule Emanuele) : Leonora
- Raf Vallone (VF : René Arrieu) : Cordoba
- Pete Duel (VF : Gérard Hernandez) : Andy Rice
- Don Gordon (VF : Henry Djanik) : Jackson Harkness
- Nico Minardos : Peter
- Gabriele Tinti : Antonio
- John Russell (VF : Jean Martinelli) : John J. Pershing
- Francine York (VF : Évelyne Dassas) : Sophia
- John Larch (VF : Georges Hubert) : Harry Warner
- John Clark (VF : Michel Gatineau) : Major Wall
- Hans Meyer (VF : Raymond Loyer) : Svedborg